# ギヨーム・ティレル

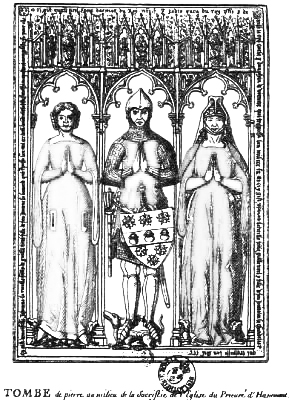
ギヨーム・ティレル

ギヨーム・ティレル（Guillaume Tirel, 1310年 - 1395年）は、タイユヴァン（Taillevent）の別名で知られるフランスのシェフ。フランスの宮廷に1325年頃から仕え始め、フィリップ6世、シャルル5世、シャルル6世らの治世を通して王の料理人としてのキャリアを全うしたという。
彼は中世期のフランス料理（中世料理）を詳細に知るための手がかりとして、料理史家に重要視される『ル・ヴィアンディエ』という料理本を著した。 フィリップ6世の治世期、タイユヴァンはフランス南部産出の赤ワインの評価をブルゴーニュ産出のそれと同等に上昇させるために大きな影響を与えた。
今日、いくつかのレストランは「タイユヴァン」という屋号を名乗り、彼に因もうとしている。 また、「ギヨーム・ティレル」をその屋号として用いていたブリュッセルの給食業者も存在した。